# Лузанівський розріз
Луза́нівський ро́зріз — геологічна пам'ятка природи місцевого значення в Україні. Розташована на території Черкаського району Черкаської області, східна околиця села Лузанівки, на лівому березі річки Сирий Ташлик.
Площа — 1 га, статус отриманий у 1972 році. Перебуває у віданні: Кам'янська міська громада.
Під охороною — крутий схил заввишки 10 м. Під четвертинними суглинками і флювіогляціальними пісками завтовшки 7,5 м — палеоценові відклади.